# Baraggia di Rovasenda
Baraggia di Rovasenda este o arie protejată (arie specială de conservare — SAC, sit de importanță comunitară — SCI) din Italia întinsă pe o suprafață de 1.178 ha, integral pe uscat.

## Localizare
Centrul sitului Baraggia di Rovasenda este situat la coordonatele 45°34′41″N 8°18′04″E / 45.578°N 8.301°E.

## Înființare
Situl Baraggia di Rovasenda a fost declarat sit de importanță comunitară în septembrie 1995 pentru a proteja 3 specii de plante și 65 de specii de animale. Situl a fost protejat și ca arie specială de conservare în februarie 2017.

## Biodiversitate
Situată în ecoregiunea continentală, aria protejată conține 5 habitate naturale: Păduri de stejar sau de stejar și carpen sub-atlantice și medio-europene de Carpinion betuli, Fânețe de joasă altitudine (Alopecurus pratensis, Sanguisorba officinalis), Păduri aluvionare cu Alnus glutinosa și Fraxinus excelsior (Alno-Padion, Alnion incanae, Salicion albae), Depresiuni pe substraturi de turbă de Rhynchosporion, Pajiști uscate europene.
La baza desemnării sitului se află mai multe specii protejate:
- plante (3): Eleocharis carniolica, Gladiolus palustris, isoëtes malinverniana (Isoetes malinverniana)
- păsări (59): uliu păsărar (Accipiter nisus), ciocârlie-de-câmp (Alauda arvensis), pescăruș albastru (Alcedo atthis), fâsă-de-câmp (Anthus campestris), fâsă de pădure (Anthus trivialis), lăstunul mare (Apus apus), caprimulg (Caprimulgus europaeus), sticlete (Carduelis carduelis), barză albă (Ciconia ciconia), șerpar (Circaetus gallicus), erete de stuf (Circus aeruginosus), erete vânăt (Circus cyaneus), erete cenușiu (Circus pygargus), porumbel de scorbură (Columba oenas), porumbel gulerat (Columba palumbus), cuc (Cuculus canorus), lăstun de casă (Delichon urbicum), presură galbenă (Emberiza citrinella), presură de grădină (Emberiza hortulana), presură de stuf (Emberiza schoeniclus), șoimul rândunelelor (Falco subbuteo), muscar negru (Ficedula hypoleuca), cinteză (Fringilla coelebs), Hippolais polyglotta, rândunică (Hirundo rustica), stârc pitic (Ixobrychus minutus), capîntortură (Jynx torquilla), sfrâncioc roșiatic (Lanius collurio), sfrâncioc mare (Lanius excubitor), sfrâncioc cu cap roșu (Lanius senator), ciocârlie de pădure (Lullula arborea), privighetoare (Luscinia megarhynchos), prigoare (Merops apiaster), codobatură galbenă (Motacilla alba), codobatură de munte (Motacilla cinerea), codobatura galbenă (Motacilla flava), muscar sur (Muscicapa striata), stârc de noapte (Nycticorax nycticorax), pietrar sur (Oenanthe oenanthe), grangur (Oriolus oriolus), viespar (Pernis apivorus), codroșul de pădure (Phoenicurus phoenicurus), pitulice de munte (Phylloscopus collybita), pitulice sfârâitoare (Phylloscopus sibilatrix), pitulice-fluierătoare (Phylloscopus trochilus), brumăriță de pădure (Prunella modularis), aușel sprâncenat (Regulus ignicapilla), mărăcinar negru (Saxicola torquatus), sitar de pădure (Scolopax rusticola), scatiu (Spinus spinus), guguștiuc (Streptopelia decaocto), turturică (Streptopelia turtur), silvie de zăvoi (Sylvia borin), silvie de câmp (Sylvia communis), Tachymarptis melba, sturzul viilor (Turdus iliacus), sturz (Turdus pilaris), pupăză (Upupa epops), nagâț (Vanellus vanellus)
- amfibieni (1): Triturus carnifex
- nevertebrate (4): Coenonympha oedippus, fluturele auriu (Euphydryas aurinia), rădașcă (Lucanus cervus), fluturele purpuriu (Lycaena dispar)
- pești (1): Telestes muticellus

Pe lângă speciile protejate, pe teritoriul sitului au mai fost identificate 6 specii de plante, 4 specii de amfibieni, 7 specii de mamifere, 7 specii de nevertebrate, 4 specii de reptile.